# 의병장 이인영 생가
의병장 이인영 생가는 대한민국 경기도 여주시 북내면 상교리에 있다. 2011년 11월 7일 여주시의 향토유적 제17호로 지정되었다.

## 개요
이인영(1867∼1909)은 한말의 의병장으로 호는 중남(中南)이다. 정동현(鄭東鉉)의 문인으로 일찍이 대성전 재임(大成殿 齋任)을 지냈다. 1895년(고종 32년) 을미사변으로 명성황후가 시해되자 유인석, 이강년과 함께 의병을 일으켰다. 의병 500명을 영솔하여 춘천과 양구에서 일본군을 물리치는 전과를 올렸다. 이후 양주에서 13도 창의군 총대장으로 1만여명의 병력을 이끌고 서울을 공략할 계획으로 진공작전을 감행하였다. 그러나 이듬해 아버지가 사망하자 허위를 후임으로 삼고 문경으로 돌아갔다. 그 뒤 상주에 은신하던 중 일본 헌병대에 잡혀 경성감옥에서 처형되었다. 1962년 건국훈장 대한민국장이 추서되었다. 생가는 목조 초가로 19세기 말에 지어졌으며 근년에 지붕과 벽면 일부를 보수하였다.